# Primeira Guerra dos Barões
A Primeira Guerra dos Barões (1215 - 1217) foi uma guerra civil no Reino da Inglaterra na qual um grupo de grandes proprietários de terras rebeldes (comumente chamados de barões) liderados por Robert Fitzwalter travaram uma guerra contra o Rei João da Inglaterra. O conflito resultou das desastrosas guerras do rei João contra o rei Filipe II da França, que levaram ao colapso do Império Angevino, e da subsequente recusa de João em aceitar e cumprir a "Carta Magna", que ele selou em 15 de junho de 1215.
Os barões rebeldes, diante de um rei intransigente, se voltaram para o filho do rei Filipe, o príncipe Luís, que, em 1216, partiu para a Inglaterra com um exército, apesar da desaprovação de seu pai, bem como do papa, que posteriormente o excomungou. Luis capturou Winchester e logo controlou mais da metade do reino inglês. Ele foi proclamado "Rei da Inglaterra" em Londres pelos barões, embora nunca tenha sido coroado.
As ambições de Luís de governar a Inglaterra enfrentaram um grande revés em outubro de 1216, quando a morte do rei João fez com que os barões rebeldes o abandonassem em favor do filho de João, Henrique III da Inglaterra, de nove anos, e a guerra se arrastou. O exército de Luís foi finalmente derrotado na Batalha de Lincoln em 20 de maio de 1217. E, depois que uma frota montada por sua esposa, Branca de Castela, tentando trazer-lhe reforços franceses foi derrotada na costa de Sandwich em 24 de agosto de 1217, ele foi forçado a fazer a paz em termos ingleses. Ele assinou o Tratado de Lambethe rendeu os poucos castelos restantes que mantinha. O efeito do tratado foi que o príncipe Luís concordou que nunca tinha sido o rei legítimo da Inglaterra. Isso formalizou o fim da guerra civil e a saída dos franceses da Inglaterra.